# Административно деление на Литва
Територията на Литва е разделена на 10 окръга (на литовски: apskritis). Окръзите са разделени на 43 районни общини (rajono savivaldybė), 7 градски общини (miesto savivaldybė) и 10 общини (savivaldybė). Те от своя страна се делят на 546 енории (seniūnija).
Градските общини (Алитус, Вилнюс, Каунас, Клайпеда, Паланга, Паневежис и Шауляй) обхващат територията на 1 град, а в някои случаи и на крайградски територии. Общо в Литва има 103 града.
Така 1 окръг може да включва различни административни единици. Например Вилнюски окръг обхваща градската община Вилнюс, Електренайска община, както и Вилнюска, Тракайска, Укмергска, Шалчининкайска, Швенчьониска и Ширвинтоска районни общини. На свой ред Вилнюската районна община е разделена на 22 енории, като включва в себе си град Неменчине, градчетата Бездонис, Майшаголу, Мицкунай, Шумскас и няколко села.
Всеки окръг е управляван от окръжен управител, назначаван от правителството на Литовската република. Неговата основна задача е да гарантира съблюдаването на Конституцията и законите на Литва на територията на окръга.
| Окръг                | Площ (km²) | Население (2011 г.) | Административен център | Община | в т.ч. районна община | в т.ч. община | в т.ч. градска община | Градове | Самоуправления (всички градове) |
| -------------------- | ---------- | ------------------- | ---------------------- | ------ | --------------------- | ------------- | --------------------- | ------- | --- |
| 1.Алитуски окръг     | 5425       | 157 766             | гр. Алитус             | 5      | 3                     | 1             | 1                     | 7       | районна община Алитус (Даугай, Симнас) районна община Лаздияй (Лаздияй, Вейсеяй) районна община Варена (Варена) община Друскининкай Друскининкай градска община Алитус |
| 2.Вилнюски окръг     | 9760       | 810 403             | гр. Вилнюс             | 8      | 6                     | 1             | 1                     | 16      | районна община Вилнюс (Неменчине) районна община Тракай (Лентварис, Рудишкес, Тракай) районна община Укмерге (Укмерге) районна община Шалчининкай (Балтойи-Воке, Ейшишкес, Шалчининкай) районна община Швенчонис (Пабраде, Швенчонеляй, Швенчонис) районна община Ширвинтос (Ширвинтос) община Електренай (Вевис, Електренай градска община Вилнюс (Григишкес) |
| 3.Каунаски окръг     | 8060       | 608 332             | гр. Каунас             | 8      | 6                     | 1             | 1                     | 13      | районна община Йонава (Йонава) районна община Кайшадорис (Жежмаряй, Кайшадорис) районна община Каунас (Вилкия, Гарлява, Ежерелис) районна община Кедайняй (Кедайняй) районна община Пренай (Езнас, Пренай) районна община Расейняй (Арьогала, Расейняй) община Бирщотас (Бирщонас градска община Каунас                                                        |
| 4.Клайпедски окръг   | 5209       | 339 062             | гр. Клайпеда           | 7      | 4                     | 1             | 2                     | 9       | районна община Клайпеда (Гаргждай, Прекуле) районна община Кретинга (Кретинга, Салантай) районна община Скуодас (Скуодас) районна община Шилуте (Шилуте) община Неринга (Неринга) градска община Клайпеда градска община Паланга |
| 5.Мариямполски окръг | 4463       | 161 649             | гр. Мариямполе         | 5      | 2                     | 3             | -                     | 9       | районна община Вилкавишкис (Вилкавишкис, Вирбалис, Кибартай) районна община Шакяй (Гелгаудишкис, Кудиркос-Науместис, Шакяй) община Казлу-Руда (Казлу-Руда община Калвария Калвария община Мариямполе Мариямполе |
| 6.Паневежки окръг    | 7881       | 250 390             | гр. Паневежис          | 6      | 5                     | -             | 1                     | 11      | районна община Биржай (Билжай, Вабалнинкас) районна община Купишкис (Купишкис, Субачус) районна община Паневежис (Рамигала) районна община Пасвалис (Йонишкелис, Пасвалис) районна община Рокишкис (Обяляй, Панделис, Рокишкис) градска община Паневежис |
| 7.Таурагски окръг    | 4411       | 110 059             | гр. Таураге            | 4      | 3                     | 1             | -                     | 7       | районна община Таураге (Скаудвиле, Таураге) районна община Шилале (Шилале) районна община Юрбаркас (Смалининкай, Юрбаркас) община Пагегяй (Пагегяй, Панемуне) |
| 8.Телшяйски окръг    | 4350       | 1 152 078           | гр. Телшяй             | 4      | 3                     | 1             | -                     | 7       | районна община Мажейкяй (Векшняй, Мажейкяй, Седа) районна община Плунге (Плунге) районна община Телшяй (Варняй, Телшяй) община Ретавас (Ретавас) |
| 9.Утенски окръг      | 7201       | 152 004             | гр. Утена              | 6      | 5                     | 1             | -                     | 10      | районна община Аникшчай (Аникшчай, Каварскас, Трошкунай) районна община Зарасай (Дусетос, Зарасай) районна община Игналина (Дукщас, Игналина) районна община Молетай (Молетай) районна община Утена (Утена) община Висагинас (Висагинас) |
| 10.Шауляйски окръг   | 8540       | 301 686             | гр. Шауляй             | 7      | 6                     | -             | 1                     | 14      | районна община Акмяне (Акмяне, Вянта, Науойи-Акмяне) районна община Йонишкис (Жагаре, Йонишкис) районна община Келме (Келме, Титувенай, Ужвентис) районна община Пакруоис (Линкува, Пакруоис) районна община Радвилишкис (Радвилишкис, Шедува) районна община Шауляй (Куршенай) градска община Шауляй                                                          |
| Общо                 | 65 301     | 3 043 429           | гр. Вилнюс             | 60     | 43                    | 10            | 7                     | 103     | |